# Macrothele maculata
Macrothele maculata is een spinnensoort uit de familie Macrothelidae. De soort komt voor in Myanmar, Sumatra en Java.